# Tálín
Tálín település Csehországban, Píseki járásban. Tálín Paseky, Žďár, Protivín és Písek településekkel határos. Lakosainak száma 164 fő (2024. január 1.).

## Népesség
A település lakosságának változását az alábbi diagram mutatja:
| Lakosok száma | 349  | 309  | 306  | 264  | 202  | 154  | 173  | 165  | 164  | 164  |
|               | 1869 | 1890 | 1921 | 1950 | 1980 | 2001 | 2017 | 2019 | 2022 | 2024 |